# Istari
Istari je skupno ime petih majarjev v podobi starcev, ki pridejo v Srednji svet. So namišljeni liki iz Tolkienove mitologije.
Okoli leta 1000 Tretje dobe Arde prispejo čez morje iz blaženega kraljestva modri, v vilinskem jeziku imenovani istari. Skupno jih je bilo pet: Saruman Beli (Curumo), Gandalf Sivi (Ólorin), Radagast Rjavi (Aiwendil), Pallando in Alatar. 
Bili so poslani, da pomagajo ljustvom Srednjega sveta v boju zoper Saurona, vendar jim je bilo prepovedano v ta namen uporabiti moč in/ali samim udariti po Sauronu. Pač pa so bili poslani, da vzpodbudijo in usmerjajo (prevsem ljudi) k pravim, hrabrim in smiselnim dejanjem zoper Saurona, in jim tako posredno pomagajo do zmage. Ta lastnost se najbolje kaže pri Gandalfu, saj skozi celotno zgodbo nastopa kot spodbujevalec ljudi, tisti, ki jim prinaša upanje in (s pomočjo Narje, prstana ognja) skuša v njihovih srcih znova vzbuditi upanje.
Istari so na Srednji svet prišli v podobi starcev, starali so se zelo počasi, dejansko pa so bili nesmrtni. Po statusu so bili vsi istari majarji (božanska bitja, nekakšni polbogovi).
Saruman, ki je bil vodja istarjev in najmogočnejši med njimi, je čez čas pričel Saurona vedno bolj občudovati ter oponašati. Ustvaril je vojsko orkov in napadel Rohan po navodilih Saurona, ki je vtem dobil nad njim skoraj popolno oblast.